# June Fernández
June Fernández Casete (Bilbao, 7 de diciembre de 1984) es una periodista española, impulsora y coordinadora de la revista digital feminista Pikara Magazine. Escribe una columna mensual de opinión en la revista Argia, y colabora puntualmente con otros medios de comunicación.

## Trayectoria
Fernández nació en Bilbao en 1984. En 2006, se licenció en periodismo por la Universidad del País Vasco. Vivió un año en Managua. Trabajó en El País de 2006 a 2009. De 2009 a 2011 fue trabajadora en la ONG SOS Racismo de Vizcaya. Entre 2010 y 2020, formó parte del equipo de coordinación de la revista digital feminista Pikara Magazine, también con edición impresa. Desde 2013, publica un artículo de opinión mensual en Argia. En la actualidad, es periodista, formadora y consultora freelance, y colabora sobre todo con Pikara Magazine y con Argia, donde ahora compagina la actividad de columnista con la redacción de reportajes y entrevistas. Ha colaborado también con medios como eldiario.es, Diagonal (actual El Salto), Altaïr Magazine, Revista 5W, Berria, Crìtic o Viento Sur. Anteriormente, colaboró con medios especializados como las revistas Frida y Emakunde.
Entre 2006 y 2014, fue una bloguera activa. Empezó con su blog personal 'Puntos suspensivos', y con el nombre de 'Mari Kazetari' ('mari periodista' en euskera) se instaló primero en la blogosfera del diario Gente Digital y después en la del periódico Diagonal.
Ha impartido talleres y actividades en las escuelas para la igualdad y el empoderamiento del País Vasco; en instituciones como el Gobierno Vasco o las Diputaciones de Gipuzkoa y Araba, y en medios de comunicación como EITB o Argia. 
Ha militado en SOS Racismo-Bizkaia y en la red lesbofeminista de Bilbao, Sare Lesbianista. En 2008 fundó junto con Lucía Martínez Odriozola Kazetarion Berdinsarea, la Red Vasca de Periodistas con Visión de Género, que funcionó hasta 2011, agrupando a una treintena de profesionales implicadas a favor de la igualdad de género. Es integrante de la Red Internacional de Periodistas con Visión de Género. En la actualidad, milita en la asociación feminista de Larrabetzu, Zutunik!
Recibió en 2013, junto a las también periodistas Mariola Lourido y Patricia Simón el premio Ameco "Prensa-Mujer" por su liderazgo en la puesta en marcha y consolidación de la revista Pikara Magazine.
En 2016, publicó el libro 10 ingobernables, historias de transgresión y rebeldía, periodismo narrativo escrito de Bilbao a Managua, pasando por Cuba o El Salvador para contar las historias de disidentes de género, gente libre que prefiere complicarse la vida a asfixiarse en el estrecho y absurdo modelo de normalidad.
En 2020, publicó el libro Abrir el melón: una década de periodismo feminista, una recopilación de los diez últimos años de reportajes y entrevistas en Pikara Magazine.

## Premios y reconocimientos
- Premio de Periodismo de la Unión Europea en España 'Juntos Contra la Discriminación' con su reportaje sobre intersexualidad "¿Será niño o niña?", 2011 junto con Paloma Migliaccio.[17]
- II Premio de Periodismo Colombine que organiza la Asociación de Periodistas – Asociación de la Prensa de Almería (AP-APAL) con su reportaje “Yo quería sexo pero no así” publicado en la revista digital “Pikara Magazine”[18] y en “eldiario.es”,[19] 2013.[20]
- VII Premios Ameco "Prensa-Mujer", por poner en marcha y consolidar el proyecto de revista digital con perspectiva de género “Píkara Magazine”, 2013.[14]
- X Premios Manuel Castillo de la Universidad de Valencia, por la crónica "El pueblo nica prefiere reír que morir", publicada en la Revista 5W, 2019[21]

## Obra
- 2016 – 10 ingobernables, historias de transgresión y rebeldía. Libros del K.O. ISBN 978-84-16001-60-6.[15][22]
- 2020 – Abrir el melón: una década de periodismo feminista. Libros del K.O. ISBN 978-84-17678-44-9.[23]

Participación en obras colectivas:
- 2013 – El relaxing café con leche y otros hitos de la marca España. VVAA de eldiario.es.[24]
- 2014 – Solidaridad en tiempos de crisis. VVAA de Mugarik Gabe en la editorial Icaria.[25]
- 2019 – Feminismos. Miradas desde la diversidad. VVAA de Pikara Magazine.[26]
- 2020 – Maternidades cuir. Eva Abril y Gracia Trujillo (eds). Editorial Egales.[27]